# John McGeoch
John Alexander McGeoch (Greenock, Escocia, 25 de agosto de 1955 - 4 de marzo de 2004) fue uno de los guitarristas británicos más influyentes del rock de las últimas tres décadas. Se desempeñó como tal en las bandas Magazine, Siouxsie And The Banshees, Visage, The Armoury Show y Public Image Ltd.. También tocaba saxofón, como lo demuestra en Magazine Visage, Siouxsie And The Banshees, y los teclados.
Fue descrito como "uno de los guitarristas más influyentes de su generación" y también fue considerado "el Jimmy Page de la new wave".
Una biografía de John McGeoch de su vida y legado se publica en 2022 por Omnibus Press. The Light Pours Out of Me - The Authorized Biography of John McGeoch por Rory Sullivan-Burke, es disponible en Amazonespaña: ella contiene entrevistas recientes e inéditas con numerosos músicos que han citado a McGeoch como una influencia en su trabajo, incluidos Johnny Marr de The Smiths, Jonny Greenwood de Radiohead, y John Frusciante de Red Hot Chili Peppers, entre muchos otros, y también una nueva entrevista con Siouxsie Sioux.

## Vida

### Primeros años
Aún en Greenock consigue su primera guitarra cuando tenía 12 años y forma, en 1970, The Slugband, con quienes tocaba en toda la zona. La banda duró 14 meses, cuando él y sus padres se mudaron a Londres, Inglaterra; por ese entonces ya se había graduado del Greenock High School en 1971. En el manejo de guitarra, citó como influencia a Free y Led Zeppelin, cuyas canciones tocaba estando en su ciudad natal. Se dice que el primer riff que aprendió fue "Sunshine Of Your Love" de Cream
Al acabar el colegio, decide estudiar Arte en Mánchester, en la universidad local, de donde se gradúa en 1978. En Mánchester comparte habitación con el diseñador Malcolm Garrett, quien lo invita a conocer la escena punk; y es por medio de él que conoce a Howard Devoto.

### Magazine
A comienzos de 1977, conoce a Howard Devoto, quien lo invita a formar parte de su nueva banda. Devoto había dejado Buzzcocks en febrero de ese año y quería tener una banda más profesional, algo que vaya más allá del punk pero que tampoco se ajuste al rock progresivo, viendo a McGeoch como un guitarrista muy amplio en el uso de su instrumento. Así Devoto y McGeoch iban formando parte de Magazine. McGeoch tomó parte en los álbumes Real Life (1978), Secondhand Daylight (1979) y The Correct Use Of Soap (1980). Después de este último álbum, se va de la banda para integrar Siouxsie And The Banshees.

### Visage
McGeoch estuvo poco tiempo en Visage, proyecto de Steve Strange al que se adicionó en 1979. Solamente participó en el primer álbum de 1980, y después de eso decide no volver más a la banda y continuar con Siouxsie & The Banshees, grupo con el que su estilo de guitarra cumplía más funciones.

### Siouxsie & the Banshees
En 1980 y al irse de Magazine, McGeoch colaboró con la banda Siouxsie And The Banshees grabando el álbum Kaleidoscope (1980) , y convirtiéndose en miembro oficial de la banda en el álbum Juju (1981) el cual es considerado como el mejor trabajo de la banda.
También grabó el álbum A Kiss in the Dreamhouse (1982).
Durante una gira en España, justo después de lanzar A Kiss in the Dreamhouse , tiene graves problemas debido a su adicción a las drogas y al alcohol, lo que supuso su expulsión del grupo siendo reemplazado por Robert Smith de The Cure. Sin embargo, Siouxsie declaró posteriormente que la etapa que más disfrutó con los Banshees fue durante la permanecía de McGeoch por su estilo de tocar la guitarra.

### The Armoury Show
En 1983 formó The Armoury Show junto con los ex Skids Richard Jobson, Russell Webb y el también ex-Magazine John Doyle. McGeoch había conocido a Jobson y Webb poco antes de que ambos den por terminada esta formación, cuando colaboró con algunas sesiones musicales grabadas por John Peel (Peel Sessions). En 1985 la banda lanzó el álbum "Waiting For The Floods". A pesar de las positivas críticas, el disco no tuvo éxito en las ventas, por lo que McGeoch dejó la banda en 1986.

### Public Image Ltd.
Las admiraciones entre John Lydon y McGeoch habían sido recíprocas. McGeoch admiraba a Public Image Limited (PIL), la banda liderada por Lydon (anteriormente cantante de Sex Pistols), y éste ya había escuchado del escocés. En 1986 Lydon lo invitó a formar parte de su grupo, siendo John McGeoch, quien dejó The Armoury Show, el último guitarrista del cambio de alineaciones que sufrió la banda. Estuvo desde el tour de en 1986 hasta 1992, cuando se dio el último concierto.  McGeoch colaboró con Lydon grabando los álbumes Happy? (1987), 9 (1989) y That What Is Not (1991). Es por esa época en que él y los demás miembros de la banda se van a vivir a Los Ángeles, California.

### Colaboraciones
En 1980, mientras terminaba su colaboración con Magazine, grabó unas sesiones, como las de John Peel, con The Skids, cuando no contaban con la presencia de Stuart Adamson (quien se encontraba resfriado en ese entonces y se iría un año después), y Generation X, para colaborar en la grabación de su último álbum Kiss Me Deadly al lado de los demás guitarristas Steve Jones (Sex Pistols) y Steve New (de Rich Kids). En 1981 colaboró en una canción del álbum "The Impossible" de Ken Lockie, cantante de Cowboys International.

### Otros trabajos musicales
Ya de regreso en Reino Unido y alejado de Lydon, quiso formar un proyecto musical llamado Pacific con John Keeble (baterista de Spandau Ballet), y Clive Farrington (guitarrista de When In Rome) pero nunca se llegó a lograr; luego quiso hacer otro con Glenn Gregory (cantante de Heaven 17). Otro proyecto truncado, fue uno, a comienzos de la década de los ochenta, con Nicky Tesco del grupo punk The Members, que no llegó a nada; McGeoch y Tesco habían compartido una casa algún tiempo.

### Profesión y muerte
Aparte de ser músico, también se había graduado en Bellas Artes y estaba interesado en la pintura, dibujo y la fotografía. Además, en 1995 se tituló de enfermero, pero nunca ejerció esta profesión y había estado escribiendo música para la televisión, junto a su amigo Russell Webb, con quien había estado en The Armoury Show. McGeoch falleció el 4 de marzo de 2004 mientras dormía, siendo su muerte muy sentida en la escena musical.

## Valoración y legado
Johnny Marr (del grupoThe Smiths) fue marca por el trabajo de McGeoch sobre el sencillo « Spellbound » del álbum Juju de Siouxsie And The Banshees. Jonny Greenwood (de Radiohead) también citó McGeoch para su trabajo con The Banshees.
John Frusciante (del grupo Red Hot Chili Peppers), fue influenciado por su estilo de tocar la guitarra. Siouxsie Sioux (Siouxsie And The Banshees) lo citó como el mejor guitarrista de su banda. Roddy Frame (Aztec Camera) también expresó admiración de él.
El periodista británico Pete Mitchell hizo un documental sobre la vida de John McGeoch para la radio BBC 2. Se emitió en febrero de 2008.

## Discografía

### Álbumes
Magazine:
- Real Life (1978)
- Secondhand Daylight (1979)
- The Correct Use Of Soap (1981)

Visage:
- Visage (1980)

Siouxsie And The Banshees:
- Kaleidoscope (1980)
- Juju (1981)
- A Kiss in the Dreamhouse (1982)

The Armoury Show:
- Waiting For The Floods (1985)

Public Image Ltd.:
- Happy? (1987)
- 9 (1989)
- That What Is Not (1991)

### Colaboraciones
- "Kaleidoscope" - Siouxsie And The Banshees (aún no era miembro oficial de esta banda) (1980)
- Peel Sessions - The Skids (1980)
- "Kiss Me Deadly" - Gen X (1981)
- The Ballad Of Etiquette - Richard Jobson (1981)
- "The Impossible" - Ken Lockie (1981)
- "Ball Of Confusion" 7" - BEF y Tina Turner (1982)
- "Music Of Quality And Distinction Volume 1" - BEF (1982)
- "p: Machinery" 12" - Propaganda (1985)
- "Stick Around For Joy" - The Sugarcubes (1992)
- "Bloodsport" - Sneaker Pimps (2002) (compuso las letras de la canción "Bloodsport")

Como productor:
- "Hurra Hurra Vad Det Är Roligt I Moskva" - Michael Dee
- "Zzzang Tumb" - Zzzang Tumb (1983)